# Кригер, Александр Христианович
Александр Христианович Кригер (17 ноября 1848 — 24 апреля 1917, Севастополь, Таврическая губерния) — русский военно-морской деятель, вице-адмирал (1903), 

## Биография
В 1865 поступил в Морской кадетский корпус. В 1868 произведен в гардемарины, 27 мая 1870 в мичманы, 8 апреля 1873 в лейтенанты.
В 1877—1878 участвовал в Русско-турецкой войне.
1 января 1884 произведен в капитан-лейтенанты, 26 февраля 1885 в капитаны 2-го ранга.
Командовал императорской яхтой «Царевна» (1886—1888).
В 1888—1892 морской агент в Германии. 
1 января 1891 произведен в капитаны 1-го ранга. Командовал крейсерами I ранга «Рында» (1892—1894) и «Рюрик» (1894—1896).
В 1893 награжден французским орденом почетного Легиона офицерского Креста.
В 1896 произведён в контр-адмиралы (31.01.1896). И.д. командира отдельного отряда судов в Средиземном море (по болезни контр-адмирала Л. К. Кологераса).
В 1896—1901 начальник Николаевской морской академии и директор Морского кадетского корпуса.
В 1901—1903 командовал эскадрой в Средиземном море. 6 декабря 1903 произведён в вице-адмиралы.
С 1904 начальник практической эскадры Черноморского флота.
В 1903—1905 года временно исполняющий обязанности главного командира Севастопольского порта.  Временно исполняющий должность командующего Черноморским флотом. После неудачной попытки подавления восстания на эскадренном броненосец «Князь Потемкин-Таврический» уволен от службы 1 августа 1905.

## Семья
Лютеранин, холост (1904)
Братья:
- Николай — чиновник Канцелярии Ведомства Императрицы Марии,
- Михаил — Инженерный Комитет